# Zoltán Fehér
Pour les articles homonymes, voir Feher.
Dans le nom hongrois Fehér Zoltán, le nom de famille précède le prénom, mais cet article utilise l’ordre habituel en français Zoltán Fehér, où le prénom précède le nom.
Zoltán Fehér, né le 12 juin 1981, est un footballeur hongrois évoluant actuellement au poste de défenseur central au Szombathelyi Haladás.

## Biographie
Fehér joue son premier match avec le Szombathelyi Haladás le 27 juillet 2012 contre le Egri FC.
Il joue 6 matchs en Ligue Europa lors de la saison 2010-2011 avec le club du Gyor ETO.
Le 2 septembre 2011, ayant été sélectionné pour jouer contre la Suède, il est proche de faire sa toute première apparition avec la Hongrie, mais reste finalement sur le banc de touche.